# 涌井富三郎
涌井 富三郎（わくい とみさぶろう、1913年〈大正2年〉11月28日 - 2024年〈令和6年〉7月5日）は、日本のスーパーセンテナリアン、長寿の男性。2024年3月31日以降、死去するまで日本国内の男性最高齢者であった。

## 人物
1913年（大正2年）11月28日生まれ。神奈川県厚木市在住である。若い頃は東京の築地でマグロの販売に携わっており、マグロを好物としていた。
2024年（令和6年）3月31日に千葉県の薗部儀三郎が死去したことにより、110歳で国内最高齢男性となったことが、4月9日、在住市の厚木市により発表された。厚生労働省によると明治時代に生まれた男性は国内にいなくなった。
同年7月5日、110歳220日で死去した。同年9月13日、メディアにより死去したことが報道された。